# Antoon Gerard Roos

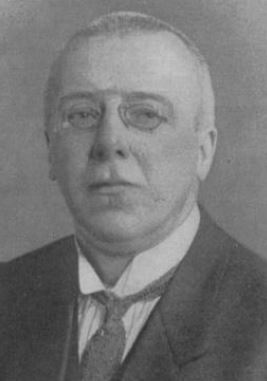
Anton Gerard Roos

Antoon Gerard Roos (oder A. G. Roos, * 23. Februar 1877 in Groningen; † 2. September 1953 ebenda) war ein niederländischer Klassischer Philologe und Althistoriker. Er leitete die Universitätsbibliothek Groningen (1908–1917) und war Professor der Alten Geschichte an der Reichsuniversität Groningen (1917–1947). Er veröffentlichte maßgebliche Ausgaben der Historiker Arrian und Appian sowie der byzantinischen Exzerptensammlung De virtutibus et vitiis.

## Leben
A. G. Roos verlor in früher Kindheit beide Eltern und wuchs bei einer kinderlosen Tante auf. Er studierte an der Reichsuniversität Groningen Klassische Philologie, Archäologie und Geschichte (vor allem bei Jacobus van Wageningen, Herman Josef Polak und Ursul Philip Boissevain). Zwei Semester verbrachte er an der Universität Halle (Saale) und hörte dort Vorlesungen bei den Altertumswissenschaftlern Eduard Meyer, Carl Robert, Wilhelm Dittenberger und Friedrich Bechtel. Noch vor seinem Studienabschluss unternahm er eine ausgedehnte Forschungs- und Bildungsreise in die Mittelmeerländer, die ihn nach Rom, Pompeji, Athen, auf die Ägäischen Inseln und in die Troas führte. Während seines Studiums beschäftigte er sich intensiv mit der handschriftlichen Überlieferung von Arrians historischen Schriften, die damals nur ungenügend bekannt war.
Am 5. Februar 1904 wurde Roos in Groningen mit einer textkritischen Arbeit zum Alexanderhistoriker Arrian zum Dr. phil. promoviert, die den Anfang seiner lebenslangen Beschäftigung mit der griechischen Geschichtsschreibung bezeichnete. Nach der Promotion arbeitete Roos an der Universitätsbibliothek Groningen, zunächst als Konservator, ab 1906 als Direktor. Aus seinen amtlichen Verpflichtungen gingen zwei Veröffentlichungen hervor, ein Katalog der Inkunabeln der Universitätsbibliothek (1912) und eine Geschichte ihrer Bestände (1914). Daneben setzte Roos seine philologische Forschungsarbeit fort. 1917 wurde er auf den Lehrstuhl für Alte Geschichte an der Universität Groningen berufen, den er bis zu seinem Eintritt in den Ruhestand (1947) drei Jahrzehnte lang innehatte. Er übernahm zahlreiche Verpflichtungen, darunter die Aufsicht über das Groninger Gymnasium, den Vorsitz über den öffentlichen Lesesaal und die Leitung des Universitätsmuseums, außerdem als Mitglied der Bibliothekskommission und 1931/32 als Rektor der Universität. Er war gewähltes Mitglied der Koninklijke Hollandsche Maatschappij der Wetenschappen und der Königlich Niederländischen Akademie der Wissenschaften (1929).
In seiner Forschungsarbeit verband Roos philologische und historische Interessen und Methoden. Ausgehend von seiner Dissertation beschäftigte er sich intensiv mit dem Alexanderhistoriker Arrian, dessen überlieferte Schriften er in neuen kritischen Editionen vorlegte (1907, 1910, 1928). Parallel dazu beteiligte er sich an Boissevains Editionsprojekt zur Exzerptensammlung des byzantinischen Kaisers Konstantin Porphyrogennetos: Mit dem Material des 1905 verstorbenen Philologen Theodor Büttner-Wobst gab Roos in zwei Bänden die Excerpta de virtutibus et vitiis heraus (1906, 1910). 1926 veranlasste er den Ankauf von 127 Papyrusfragmenten der Berliner Universitätsbibliothek, die er 1933 veröffentlichte. Darüber hinaus bearbeitete er zusammen mit Paul Viereck den abschließenden Band zu Appians römischer Geschichte (1939), der die Bücher 1–12 enthielt. Alle diese Editionen, von denen Appian in den 1960er Jahren von Gerhard Wirth überarbeitet wurde, sind bis heute maßgeblich geblieben und bilden das Fundament der Beschäftigung mit diesen Autoren und der von ihnen überlieferten Geschichte.
Roos veröffentlichte auch weitere Schriften zu verschiedenen Themen der Antike, etwa zu dem spartanischen Gesetzgeber Lykurg, zu Cäsars und Augustus’ Machtübernahme und zur Judenverfolgung in Alexandria. In seiner Abschiedsrede (1947) sprach er über Wesen und Bedeutung des Hellenismus.

## Schriften (Auswahl)
- Prolegomena ad Arriani Anabaseos et Indicae editionem criticam. Adiecto Anabaseos libri primi specimine. Dissertation, Groningen 1904.
- Studia Arrianea. Leipzig 1912.
- Catalogus der incunabelen van de bibliotheek der Rijksuniversiteit te Groningen. Groningen 1912.
- Geschiedenis van de bibliotheek der Rijksuniversiteit te Groningen. Groningen 1914.
- Lycurgus, rede uitgesproken bij de overdracht van het rectoraat der rijksuniversiteit te groningen op maandag 19 September 1932. Groningen 1932.
- Het Groningsch Universiteitsmuseum. Groningen 1934.
- Aard en betekenis van het Hellenisme. Groningen 1947.

Editionen
- mit Theodor Büttner-Wobst: Excerpta Historica iussu imperatoris Constantini Porphyrogeniti confecta. Vol. 2,1–2: Excerpta de virtutibus et vitiis. 2 Bände, Berlin 1906–1910. Nachdruck 2010.
- Flavii Arriani quae exstant omnia. 2 Bände, Leipzig 1907–1928 (editio maior).
- Flavii Arriani Anabasis Alexandri. Leipzig 1910 (editio minor).
- Papyri Groninganae. Griechische Papyri der Universitätsbibliothek zu Groningen nebst zwei Papyri der Universitätsbibliothek zu Amsterdam. Amsterdam 1933. Nachdruck Mailand 1972.
- mit Paul Viereck: Appiani Historia Romana ex recensione Ludovici Mendelssohnii. Editio altera correctior. Band 2 (Buch 1–12), Leipzig 1939.